# Hjalmar Peter Johansen
Hjalmar Peter Martin Johansen (Copenhaguen, 1 de novembre de 1892 – Copenhaguen, 9 de desembre de 1979) va ser un gimnasta artístic danès que va competir a començaments del segle xx.
El 1912 va prendre part en els Jocs Olímpics d'Estocolm, on va guanyar la medalla de bronze en el Concurs per equips, sistema lliure del programa de gimnàstica.